# Kochanowo
Kochanowo (kaszb. Kòchanowò; niem. Plattenrode) – wieś kaszubska w Polsce, położona w województwie pomorskim, w powiecie wejherowskim, w gminie Luzino.
W latach 1975–1998 wieś administracyjnie należała do województwa gdańskiego.
Do 26 września 1924 wieś Kochanowo nosiła nazwę: Plattenrode. Obecna nazwa wsi pochodzi od nazwiska ówczesnych właścicieli wsi - "Koch".

## Zabytki
- Dwór z końca XVIII w[7]